# Ferdinand de Lesseps
 (août 2025).
Si vous disposez d'ouvrages ou d'articles de référence ou si vous connaissez des sites web de qualité traitant du thème abordé ici, merci de compléter l'article en donnant les références utiles à sa vérifiabilité et en les liant à la section « Notes et références ».
Pour le fils, aviateur, voir Jacques de Lesseps. Pour les homonymes, voir Lesseps.
Ferdinand de Lesseps dit le comte de Lesseps, né le 19 novembre 1805 à Versailles et mort le 7 décembre 1894 à La Chesnaye près de Guilly (Indre), est un diplomate et entrepreneur français principalement connu pour avoir dirigé la construction du canal de Suez, un exploit technique et économique majeur du XIXe siècle, et pour son implication dans le scandale de Panama.
Dès son plus jeune âge, il est immergé dans un milieu où les relations internationales et les enjeux géopolitiques occupent une place centrale. Il entame sa carrière diplomatique en 1825, suivant les traces de son père, Mathieu de Lesseps. Il occupe plusieurs postes en Europe et en Afrique du Nord, où il se familiarise avec les enjeux stratégiques du commerce maritime. En Égypte, en tant que consul à Alexandrie, il se lie d'amitié avec le vice-roi Méhémet Ali.  En 1854, il est à l'initiative du canal de Suez. Il parvient à convaincre les autorités égyptiennes et à mobiliser des capitaux européens, notamment français. 
Sa carrière est également marquée par des échecs notables. En 1880, il entreprend la construction d'un canal au Panama, destiné à relier l'océan Atlantique à l'océan Pacifique. Mais l'entreprise aboutit à un fiasco retentissant en 1889, avec la faillite de la Compagnie universelle du canal interocéanique et un scandale de corruption qui éclabousse de nombreuses personnalités. 
Dans sa vie privée, il est marié deux fois et père de nombreux enfants. Sa première épouse, Agathe Delamalle, décède prématurément. Il se remarie en 1869 avec Louise-Hélène Autard de Bragard, de 37 ans sa cadette, avec qui il a douze enfants. 

## Biographie

### Naissance
Il est né à Versailles au 19, rue des Réservoirs, – au no 18 sur son acte de naissance – le 19 novembre 1805 à trois heures et demie de l'après-midi. Il passe ses premières années en Italie, où son père est en poste. Il suit ses études au lycée Henri-IV à Paris. Son éveil intellectuel se serait produit, selon le témoignage de l’intéressé, dans un cycle de conférences donné par l’abbé de La Mennais et ses amis ultramontains. Bachelier à Amiens, le futur perceur d’isthme s’inscrit aux cours de droit commercial en vue du quai d’Orsay, mais il préfère de loin les séances d’équitation. Il deviendra un cavalier remarquable, d’une adresse qui lui donnera grand crédit auprès de ses partenaires arabes. De 1825 à 1827, il est vice-consul auxiliaire à Lisbonne, où son oncle, Barthélemy de Lesseps, est chargé d'affaires. Cet oncle embarqua sur L'Astrolabe, commandée par Fleuriot de Langle, et participa ainsi à l'expédition de La Pérouse. Avant la disparition du navire, et alors que l'expédition faisait relâche à la presqu'île de Kamtchatka, La Pérouse lui demanda d'apporter ses documents à Versailles (journaux, cartes et notes), lui sauvant ainsi la vie, sans le savoir.
Surnommé « le Grand Français », Ferdinand de Lesseps – on voit souvent apparaître le deuxième prénom Marie mais son acte de naissance ne mentionne que Ferdinand – a été le principal promoteur des deux projets de canaux les plus ambitieux de son temps, le canal de Suez puis le canal de Panama. Ce dernier projet fit perdre tant d'argent aux actionnaires que le promoteur fut condamné à cinq ans de prison, peine qu'il ne purgea pas en raison de son grand âge (88 ans) et de son état de santé précaire. Sa statue trône sur la place de France à Panama avec son nom écrit de cette manière : Fernando Maria Vizconde de Lesseps.

### Ses origines
L'origine de sa famille remonterait à la fin du XVIe siècle. Son plus ancien ancêtre connu en ligne paternelle est un maître charpentier né dans la deuxième moitié du XVIe siècle. Un de ses arrière-grands-pères est le secrétaire de la reine Marie-Anne de Neubourg, veuve de Charles II d'Espagne, exilé à Bayonne après l'accession au trône de Philippe V.
Depuis le milieu du XVIIIe siècle, les ancêtres de Ferdinand de Lesseps suivent la carrière diplomatique, dans laquelle lui-même occupe plusieurs fonctions de 1825 à 1849. Son oncle Son oncle est anobli par le roi Louis XVI. Sa mère, Catherine de Grevigné (1774-1853), est espagnole, et tante maternelle de la comtesse de Montijo, mère de l'impératrice Eugénie.
Il est le neveu du diplomate Jean-Baptiste Barthélemy, baron de Lesseps.

### Vie familiale
Ferdinand de Lesseps a eu 17 enfants avec 2 femmes, dont le dernier à l'âge de 78 ans. Il se marie deux fois, en premières noces, à Agathe Delamalle (1819-1853), petite-fille de Gaspard Gilbert Delamalle, qui lui donne cinq fils : Charles-Théodore, Charles-Aimé, Ferdinand-Marie, Ferdinand-Victor et Aimé-Victor, puis en secondes noces après le décès d'Agathe, à Louise-Hélène Autard de Bragard (1848-1909), originaire de l'île Maurice, qui lui donne douze autres enfants : Mathieu-Marie, Ferdinand-Ismaël (1871-1915, mort pour la France), Ferdinande-Hélène, Eugénie-Marie, Bertrand (1875-1917, mort pour la France), Marie-Consuelo, Marie-Eugénie, Marie-Solange, Paul (1880-1955) — qui sera condamné en 1949, par contumace, par la cour de justice de Paris à la peine de mort, à la confiscation de ses biens et à la dégradation nationale pour avoir proposé aux Allemands de leur céder sa créance de 200 000 livres turques sur l'État ottoman, de leur livrer un plan militaire d'attaque du canal de Suez, et, enfin, de leur servir de prête-nom pour se procurer des actions de Suez volées à des Israélites français, —, Robert (1882-1916, mort pour la France), Jacques (1883-1927, pionnier de l'aviation) et Giselle.

### Sa carrière

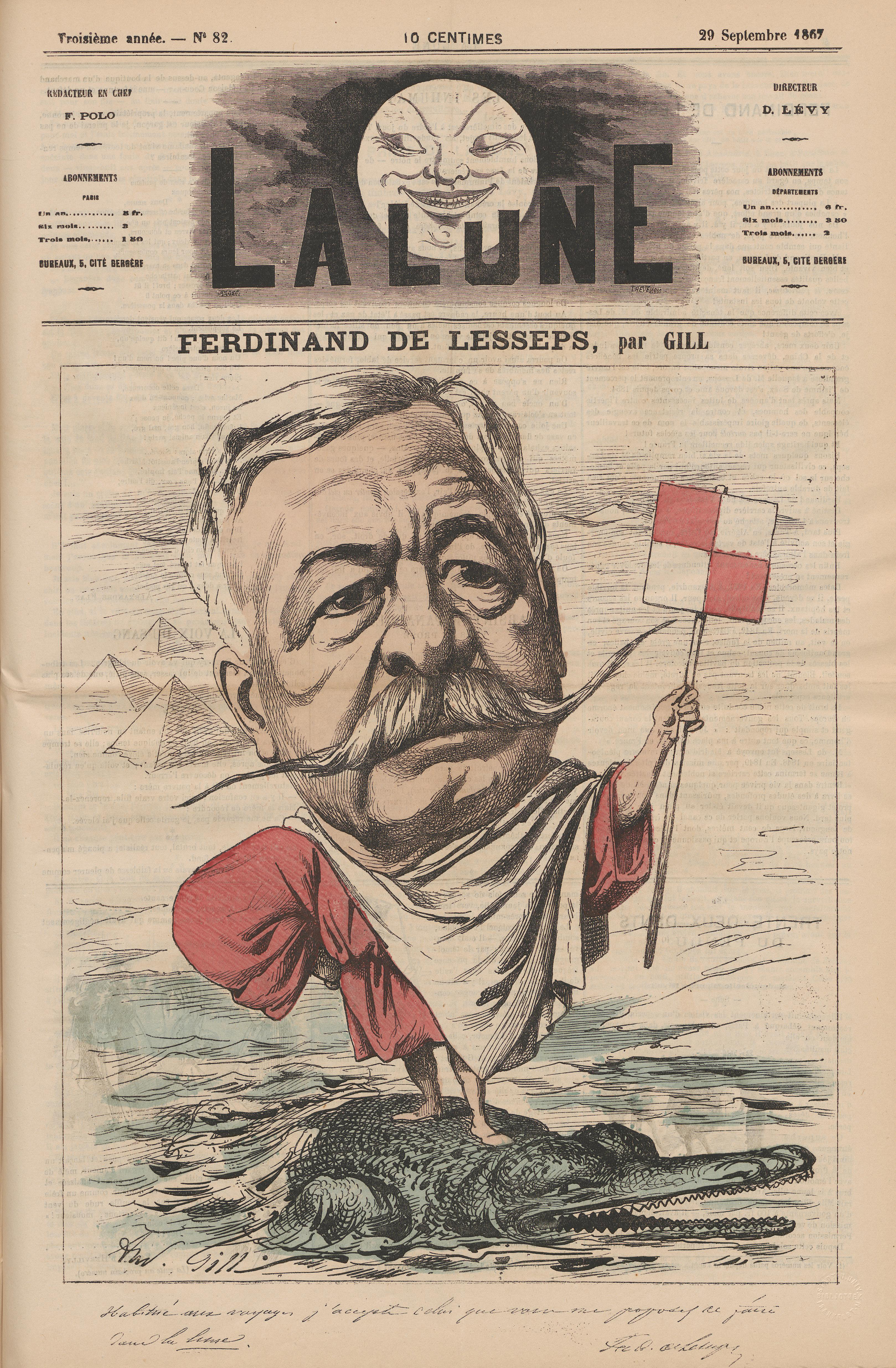
Caricature par André Gill
La Lune, 29 septembre 1867.

#### Diplomatie
En 1828, Ferdinand de Lesseps est envoyé en tant que vice-consul auxiliaire à Tunis, où son père est consul-général. Il facilite courageusement l'évasion de Yusuf, alors mamelouk, poursuivi par les soldats du Bey dont il est un des officiers. Yusuf se montrera reconnaissant de cette protection française en se distinguant dans les rangs de l'armée française à l'heure de la conquête de l'Algérie : il deviendra général. Ferdinand se voit ensuite confier par son père une mission auprès du comte Clauzel, général en chef de l'armée de conquête en Algérie. Dans une lettre du 18 décembre 1830 à Mathieu de Lesseps, le général écrit : « J'ai eu le plaisir de rencontrer votre fils, qui promet de soutenir avec grand crédit le nom qu'il porte. »
En 1832, Ferdinand de Lesseps est nommé vice-consul à Alexandrie. Afin de le faire patienter pendant la quarantaine du navire, le Diogène (des Postes françaises) qui l'a conduit en Égypte, monsieur Jean-François Mimaut, consul-général de France à Alexandrie, lui envoie plusieurs livres, parmi lesquels le mémoire écrit, selon les instructions de Bonaparte, par l'ingénieur Jacques-Marie Le Père, membre de l'expédition scientifique d'Égypte, chargé d'étudier le creusement d'un canal à travers l'isthme de Suez. De ces lectures et de sa rencontre avec les Saint-Simoniens (voir Cercle Saint-Simon) venus là marier l'Orient et l'Occident, naît le projet du canal dans l'imagination de Ferdinand.
Des circonstances bien particulières facilitèrent la réalisation du projet. Méhémet Ali, qui était le vice-roi d'Égypte, devait, au moins dans une certaine mesure, sa position aux recommandations faites au gouvernement français par Mathieu de Lesseps, consul-général en Égypte quand Mehemet Ali n'était qu'un simple colonel. Ferdinand fut donc amicalement et affectueusement accueilli par le vice-roi. Plus tard, c'est Saïd Pacha (fils de Mehemet Ali), qui lui accordera la concession pour la construction du canal de Suez.
En 1833, Ferdinand de Lesseps est nommé consul au Caire, et peu après consul général à Alexandrie, poste qu'il tient jusqu'en 1837. Pendant cette période, une terrible épidémie de peste sévit pendant deux années, coûtant la vie de plus d'un tiers des habitants du Caire et d'Alexandrie. Faisant preuve d'une ardeur imperturbable, Ferdinand poursuit sa mission, allant d'une ville à l'autre, selon la présence du danger.
En 1839, il est nommé consul à Rotterdam, et l'année suivante, transféré à Malaga, ville natale de sa mère. En 1842, il est envoyé à Barcelone, et bientôt promu au rang de consul général. Au cours d'une insurrection sanglante en Catalogne, qui finit par le bombardement de Barcelone, Ferdinand de Lesseps fait preuve du courage le plus persistant en sauvant de la mort, sans distinction, des hommes appartenant aux factions rivales, et en protégeant non seulement les Français en danger mais aussi des étrangers de toutes les nationalités. En 1859, il crée une école pour scolariser les enfants des Français immigrés à Barcelone, cet établissement qui porte son nom est aujourd'hui le plus ancien établissement français de la péninsule Ibérique. De 1848 à 1849, il est ministre de la France à Madrid.

#### La République romaine

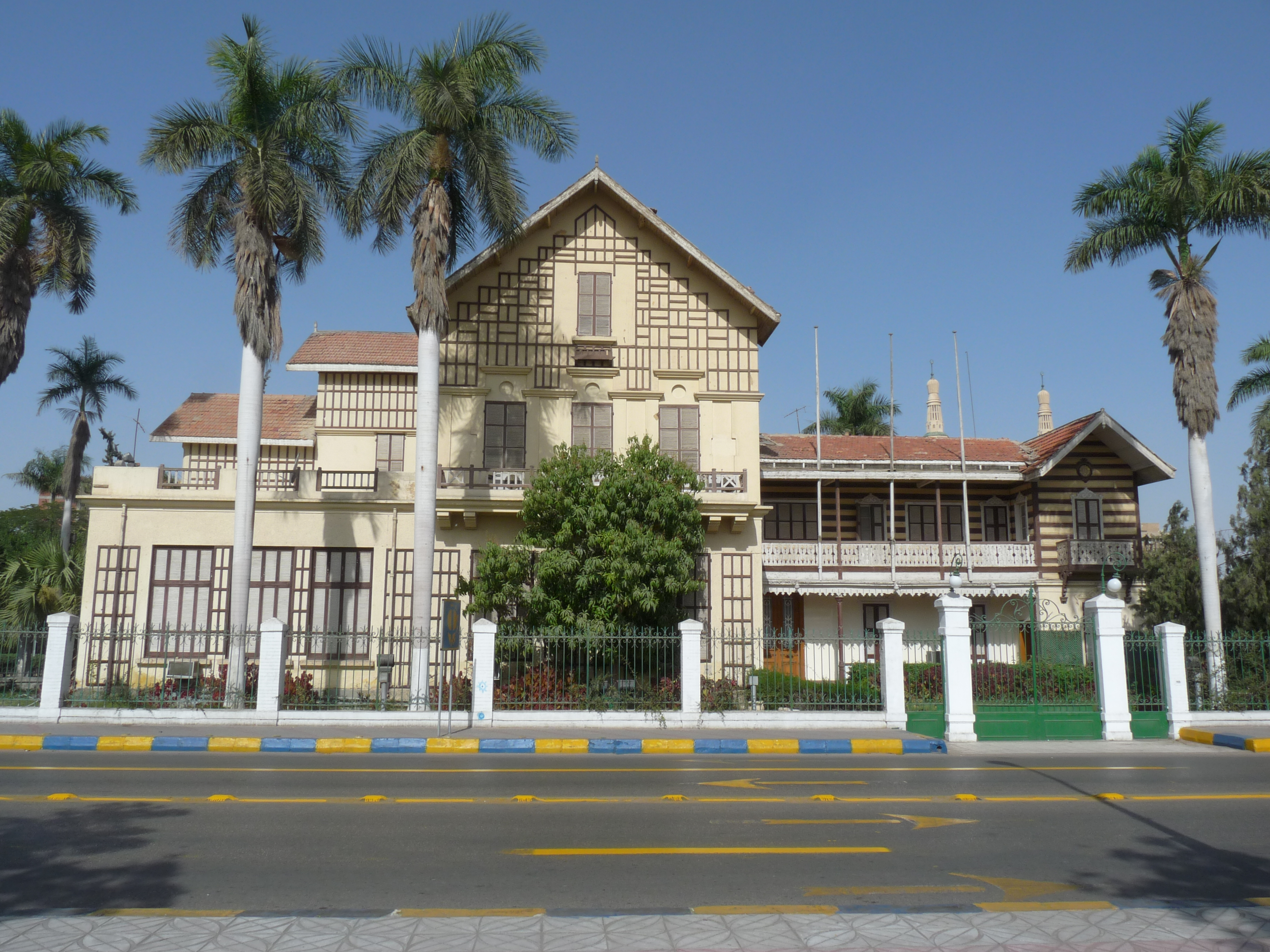
Demeure et bureaux de Ferdinand de Lesseps à Ismaïlia, près du canal de Suez.

Après cela, il fut envoyé de toute urgence à Rome, en tant que légat de la République romaine naissante. Il se trouva que, le 24 avril, un corps expéditionnaire français, dirigé par le général Oudinot, avait trompé 7 000 hommes à Civitavecchia, prétendant être venu défendre la République romaine de l'intervention des Autrichiens. Le 28 avril, cependant, à la demande urgente du pape Pie IX, qui s'était enfui à Gaète avec la cour, il marcha sur la ville avec 3 000 hommes et quelques fusils (ce qui ne manqua pourtant pas d'endommager le Vatican), convaincu que " les Italiens ne l'[avaient] pas battu », mais où, au lieu de cela, le 30 avril, il fut mis en fuite et inculpé par les hommes de Garibaldi, avec de nombreux morts, blessés et 300 prisonniers. Oudinot avait désormais besoin de gagner du temps pour attendre les renforts et se préparer au siège. À ce moment-là, Lesseps arriva, avec le poste de plénipotentiaire, mais en réalité en tant que temporeggiatore, et accepta la trêve des armes. Cela permit aux Français de rassembler 30 000 hommes et un puissant parc de siège. Plus tard, le 1er juin, Oudinot rompit la trêve et, le 3 juin, avec une nouvelle tromperie, il attaqua, mais seulement pour rencontrer une résistance beaucoup plus forte que prévu. L'Assemblée de la République romaine ne capitula pas, mais cessa toute activité belligérante le 1er juillet, donnant mandat à un nouveau triumvirat de le faire savoir aux Français. Désavoué, Ferdinand de Lesseps « [entra] en dissidence », selon son expression, et démissionna du service diplomatique. Il fut alors accusé de collusion avec l'ennemi, et sera défendu devant la Chambre par Ledru-Rollin, après avoir été déféré par l'Assemblée conservatrice devant la juridiction du Conseil d'État, qui l'accusa d'avoir reconnu au gouvernement romain « une autorité morale et point seulement de fait ». Il rédigea un mémoire qui fut rendu public en juillet 1849.

#### Le canal de Suez
En 1853, Lesseps perd en l'intervalle de quelques jours son épouse et un de ses fils d'une épidémie de scarlatine. En 1854, l'accession au trône de vice-roi d'Égypte de son vieil ami, Saïd Pacha, donne une nouvelle impulsion aux idées qui l'avaient hanté pendant les vingt-deux dernières années au sujet du canal de Suez. Ferdinand de Lesseps est invité par Saïd Pacha, et le 7 novembre 1854 débarque à Alexandrie. Le 30 du même mois, Saïd Pacha signe la concession autorisant Ferdinand de Lesseps à percer l'isthme de Suez.

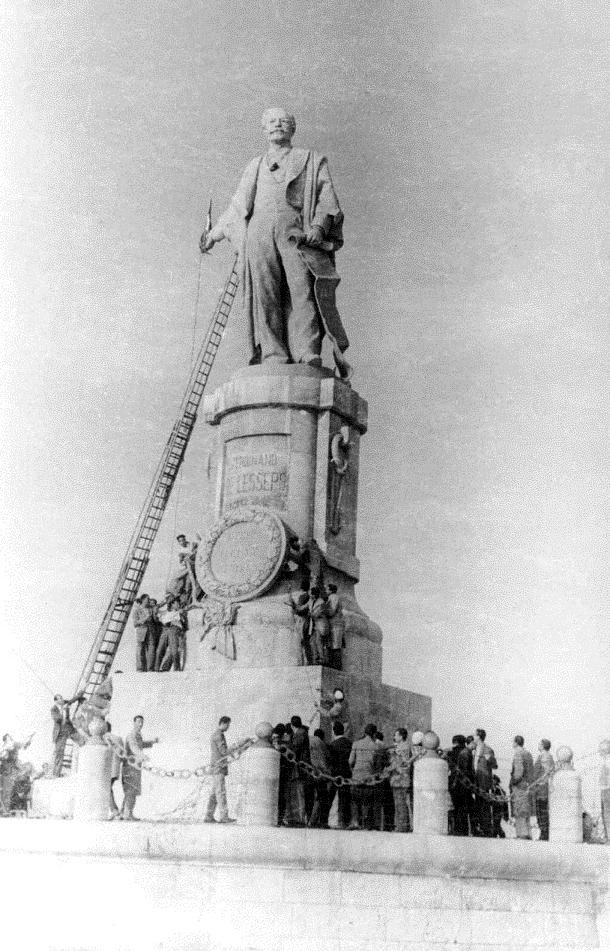
Statue de Ferdinand de Lesseps enlevée après la nationalisation du canal de Suez en 1956.

Sur la base des trois projets établis par Charles Joseph Lambert transmis à l'ingénieur Louis Maurice Adolphe Linant de Bellefonds, un plan est dessiné par lui et Eugène Mougel. Après avoir été légèrement modifié, le plan est adopté en 1856 par la commission Internationale pour le percement de l'isthme de Suez à laquelle il a été soumis. Conforté par cet aval, Lesseps ne se laisse plus arrêter ni par l'opposition de Lord Palmerston, qui craint alors pour la position commerciale du Royaume-Uni, ni par les avis amusés prédisant le comblement du canal par les sables du désert.[réf. nécessaire] Il prend d'ailleurs cette année-là comme secrétaire un journaliste, humoriste et auteur dramatique anglais Charles Lamb Kenney, qui a néanmoins le diplôme d'avocat.
Parmi les trois propositions que fait Ferdinand de Lesseps, c'est l'ingénieur italien Luigi Negrelli qui a été choisi, celui qui avait proposé la canalisation directe, le respect de la forme et de l'absence d'écluses à l'embouchure du canal.[réf. nécessaire]
La direction générale du travail a ensuite été assignée à Negrelli mais il est mort après quelques jours de maladie, et donc les travaux seront continués matériellement par Ferdinand sur les plans établis de Negrelli.[réf. nécessaire]
Poussé par ses convictions, soutenu par l'empereur Napoléon III et l'impératrice Eugénie, il réunit par souscription plus de la moitié du capital de deux cents millions de francs nécessaires pour fonder la Compagnie Universelle du canal maritime de Suez. Le gouvernement égyptien souscrit pour quatre-vingts millions.
La compagnie de Ferdinand de Lesseps construit le canal de Suez entre 1859 et 1869. Dans l’affaire, Lesseps s’est entouré d’un vaste réseau de compétences, sinon de connivences, notamment dans la presse, qui lui seront toujours de la plus grande utilité. Il bénéficie notamment du soutien de l'émir Abd el-Kader qui avait été, du côté oriental, l'un de ses plus actifs et pérennes appuis,. En 1869, après l'inauguration du canal de Suez, Napoléon III propose de nommer Lesseps duc de Suez. Instruit par le précédent des lacs Amers, Lesseps est le premier à applaudir au projet Roudaire de mer intérieur africaine.
Il le soutiendra en même temps que d’autres grandes entreprises et projets tels que le creusement d’un tunnel sous la Manche, l’établissement de liaisons ferroviaires à travers l’Asie, le canal de Panama, ou le transsaharien.
Il inaugura aussi le 29 août 1880, la statue de Denis Papin trônant sur l'escalier Denis-Papin de la ville de Blois.
Phare du Tout-Paris, homme clé des relations de l’Occident avec l’Orient, « pape » de la géographie et de l’expansion européenne en Afrique, il est président de la Société de géographie en 1881, et membre de la Société protectrice des indigènes.

#### Fin de carrière
En 1893, poursuivi pour trafic d’influences et détournement de fonds dans le cadre des suites judiciaires dues au scandale de Panama, Ferdinand de Lesseps est condamné à cinq ans de prison qu’il n’effectuera pas. Il meurt à l’âge de 89 ans dans son château de La Chesnaye, à Guilly, dans l'Indre.
Embaumé à Guilly, son corps est emmené en train à Paris où il est inhumé dans une chapelle familiale au cimetière du Père-Lachaise (division 6). Le service funèbre se fait en présence uniquement de sa famille, d'un représentant de la Société de géographie et de directeurs de la Compagnie du canal de Suez. Une partie de son sang repose dans un obélisque blanc au cimetière de Guilly.

## Distinctions et récompenses
- Grand-croix de la Légion d'honneur (1869)
- Académie des sciences (1873)
- Académie française, prix Marcelin Guérin, (1876) : Lettres, journal et documents pour servir à l’histoire de l’isthme de Suez
- Académie française (1884)

## Hommages
Son nom a été donné à :

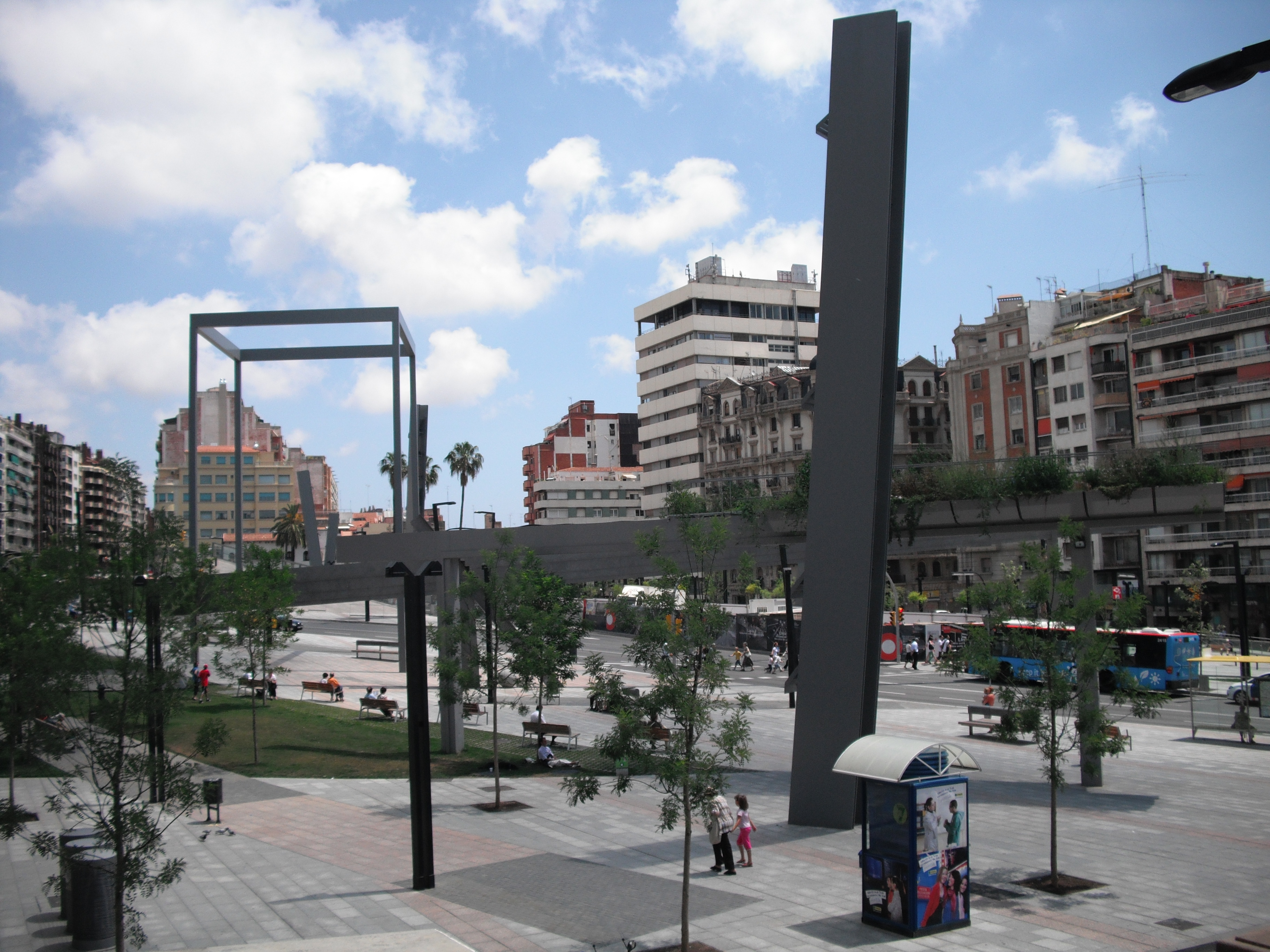
2009, la Plaça de-Lesseps à Barcelone, rénovée.

- un paquebot des Messageries maritimes, le Ferdinand-de-Lesseps[22]
- une place de Barcelone, la Plaça de Lesseps dans le quartier de Gràcia, inaugurée en 1895
- une station du métro de Barcelone sur la première ligne en 1924, aujourd'hui ligne L3
- un collège et une rue à Vatan (Indre), à quelques kilomètres de sa propriété de La Chesnaye
- une rue dans le XXe arrondissement de Paris
- de nombreuses rues dans des communes de l'Indre
- un cours à Rueil-Malmaison
- une station de bus à Rennes, un arrêt sur la ligne 9
- une rue à Málaga (Andalousie)
- une rue à Pointe à Pitre en Guadeloupe
- un boulevard à Marseille (3e - 14e - 15e)
- un boulevard et une statue à Versailles (Yvelines)
- un cultivar de rosier du nom de Ferdinand de Lesseps en 1869
- un quai de Seine et un boulevard à Rouen
- un groupe scolaire à Toulouse
- un boulevard à Aix-en-Provence
- une avenue à Saint-Nazaire
- une rue à Compiègne (Oise)
- une école primaire à Barcelone (croisement entre Calle de Sicilia et Grand Via De Les Corts Catalanes)

Une rue au Crotoy (Somme)